# بيتر غافين (سياسي)
بيتر غافين (بالإنجليزية: Peter Gavin)‏ هو سياسي أسترالي، ولد في 27 فبراير 1949. حزبياً، نشط في حزب العمال الأسترالي. وقد انتخب عضو الجمعية التشريعية فيكتوريا.